# 秋田県道263号熊堂六郷線
秋田県道263号熊堂六郷線（あきたけんどう263ごう くまどうろくごうせん）は、秋田県仙北郡美郷町を通る一般県道である。

## 概要
仙北郡美郷町金沢西根字西熊堂の県道266号交点から北上し、JR東日本 奥羽本線を交差後、飯詰駅前を通り、県道116号に合流する。以後は県道116号と重複区間で東方向へ向かい国道13号終点に至る。

### 路線データ
- 総延長 : 8.052 km[2]
- 実延長 : 5.851 km[2]
- 起点 : 秋田県仙北郡美郷町金沢西根字西熊堂57番1（秋田県道266号耳取後三年停車場線交点）[3]北緯39度21分53.21秒 東経140度30分46.78秒
- 終点 : 秋田県仙北郡美郷町六郷字小安門106番2（側清水交差点、国道13号交点）[3]北緯39度25分17.6秒 東経140度32分3.9秒
- 未供用区間 : なし[2]

## 歴史
- 1974年（昭和49年）3月19日 - 秋田県道に認定される[3]。
- 2003年（平成15年）8月8日 - 仙北郡仙南村金沢西根字西熊堂56番1（起点付近）-70番および、字西熊堂88番2-字八卦51番3が供用開始した[4]。

## 路線状況

### 重複区間
- 秋田県道116号川西六郷線（仙北郡美郷町上深井字矢矧殿35番・交点 - 仙北郡美郷町六郷字小安門・終点）2.2 km[2]

### 冬期閉鎖区間
- なし[5]

### 交通不能区間
- なし[6]

## 地理

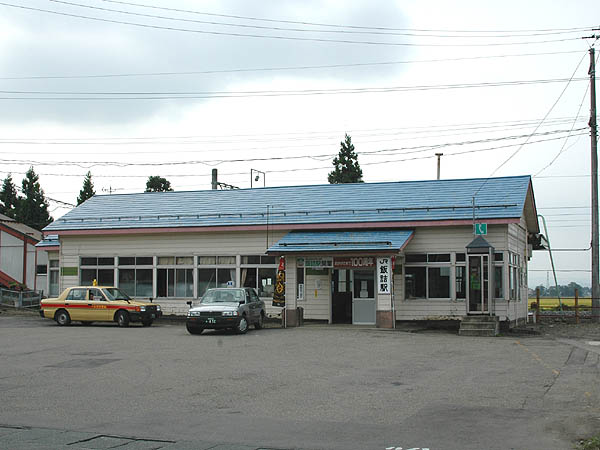
飯詰駅

### 交差する道路
| 施設名       | 接続路線名                                | 備考               | 所在地                                                           |
| ------------ | ----------------------------------------- | ------------------ | ---------------------------------------------------------------- |
|              | 秋田県道266号耳取後三年停車場線           | 起点               | 仙北郡美郷町金沢西根字西熊堂                                     |
| 〈飯詰駅〉   |                                           |                    | 仙北郡美郷町上深井字谷地中                                       |
|              | 秋田県道116号川西六郷線                   |                    | 仙北郡美郷町上深井字矢矧殿北緯39度24分31.5秒 東経140度30分52.3秒 |
| 側清水交差点 | 国道13号 （=秋田県道12号花巻大曲線 重複） | 終点 県道116号終点 | 仙北郡美郷町六郷字小安門                                         |

### 沿線の施設
- JR東日本 奥羽本線 飯詰駅